# 藤甲軍
藤甲軍（とうこうぐん）は、『三国志演義』第九十回に登場する軍隊。南蛮の地にある烏戈国の王、兀突骨(ごつとつこつ)配下の戦闘部隊である。

## 背景
諸葛亮が自ら指揮を執る蜀軍の南蛮征伐で、6度捕虜にされて6度釈放された南蛮王・孟獲は、帯来洞主の薦めで烏戈国に逃亡し、王である兀突骨を頼り、諸葛亮に最後の7回目の戦いを挑もうとした。兀突骨は配下に「藤甲軍」と呼ばれる勇猛な部隊を従えており、自信満々で孟獲に力を貸すことにした。
藤甲軍とは、藤のつるで編んだ鎧を身につけた精鋭部隊である。この国の山中の絶壁に育つ藤の蔓を採ったものを編み、油に半年漬けたのち取り出して陽にさらし、乾くとまた漬ける。これを10回あまり繰り返したものを甲冑にする。これが藤甲である。藤甲は刀も矢も受け付けぬ強靭さがありながら、軽量で水にも強く、藤甲を着た兵士は、川も水に浮いて押し渡るという。兀突骨は藤甲軍3万を率いて出陣、緒戦で蜀軍を大いに打ち破る。
諸葛亮は計略を案じ、偽の退却を演じて藤甲軍を狭い盤蛇谷の底に誘いこみ、密集した藤甲兵に地雷火で火攻めを仕掛けた。油の浸みこんだ藤蔓の鎧は火でたちまち激しく炎上し、次から次に燃え移って、兀突骨と3万の藤甲兵は1人残らず谷底で焼死してしまった。藤甲は刀も矢も受け付けないものの、火には弱いという致命的な弱点があったのである。
谷の上から見下ろしていた諸葛亮は、谷底の凄惨な光景と人肉の焼ける臭気に思わず顔を覆い「何とむごいことか。私の寿命はこの罪で必ずや長くはないであろう」と嘆いた。